# Fernando Cepeda
Pour les articles homonymes, voir Cepeda.
Fernando Cepeda Melo, plus connu sous le nom de Fernando Cepeda, est un matador espagnol né le 29 mai 1964 à Gines (Espagne, province de Séville).

## Présentation
Après sa première novillada piquée qui a lieu à Cordoue, il se présente vingt-quatre fois en novillada piquée avant de prendre l'alternative à Las Ventas le 25 mai 1987 avec pour parrain Rafael de Paula et pour témoin Manzanares (José María Dolls Abellán) devant des taureaux de Torrealta.
En France, il débute à Aire-sur-l'Adour le 21 juin 1987 devant l'élevage Lamamié de Clairac. Il subit une très grave blessure au second taureau. En Amérique latine, il débute à Bogota devant des taureaux de Huachicono en compagnie de Ortega Cano et de César Rincón.
Il confirme son alternative à Mexico le 14 janvier 1990 devant du bétail de Teófilo Gómez avec pour parrain Jorge Gutiérez et pour témoin César Rincón.

## Style
Torero élégant et suave, il a su imposer sa tauromachie artistique avec un toreo statique et peu adapté aux taureaux violents qui l'ont maintes fois blessé, notamment en 1987 en France et en 1988 à Séville et à Cordoue. En 2004, Jacques Durand lui rendait hommage pour son retour dans les arènes de Las Ventas où Cepeda a fait une belle prestation. Ses admirateurs restent très nombreux à Séville.

## Carrière
- Débuts avec picadors le 30 mars 1987 à Cordoue en compagnie de Rafael Gago et Ignacio Torres.
- Alternative 25 mai 1987 à Madrid. Toros de Torrealta. Parrain: Rafael de Paula, témoin: José María Manzanares.